# Hampus Björck
Hampus Carl Staffan Björck, ursprungligen Björk, född 21 juli 1977 i Täby, Stockholms län, är en svensk skådespelare.

## Biografi
När han var yngre bodde han tillsammans med sin familj i Oslo, där fadern arbetade på ambassad. Under denna tid hörde norska NRK av sig och sökte unga svenska skådespelare till kriminalserien Dødelig kjemi (1992). Björck fick rollen. Tre år senare spelade han huvudrollen som en homosexuell yngling i filmen När alla vet. Genombrottet kom 1996 i rollen som Mikael Toivonen i Skilda Världar, en roll han hade fram till 2002 Hampus Björck blev pappa för första gången år 2008 sedan 2010 och 2013.
Mellan åren 2001 och 2005 utbildade han sig på Teaterhögskolan i Göteborg. Han har därefter bland annat arbetat på Helsingborgs stadsteater.

## Filmografi
- 1992 – Dødelig kjemi (TV-serie)
- 1995 – När alla vet
- 1996–2002 – Skilda världar (TV-serie)
- 1999 – Nya lögner
- 2008 – Höök (TV-serie)

## Teater

### Roller (ej komplett)
| År   | Roll      | Produktion                                                             | Regi          | Teater                   |
| ---- | --------- | ---------------------------------------------------------------------- | ------------- | ------------------------ |
| 2006 | Curley    | Möss och människor (Of Mice and Men) John Steinbeck                    | Michael Cocke | Helsingborgs stadsteater |
| 2006 | Massy     | Lavv Stefan Lindberg                                                   | Aslak Moe     | Helsingborgs stadsteater |
| 2007 | Sebastian | Trettondagsafton (Twelfth Night, or What You Will) William Shakespeare | Michael Cocke | Helsingborgs stadsteater |